# Tapio Nurmela
Tapio Nurmela (n. 2 ianuarie 1975, Rovaniemi, Lapin lääni, Finlanda) este un sportiv ce a reprezentat Finlanda, medaliat olimpic. A participat la o ediție a Jocurilor Olimpice (1998) în care a câștigat o medalie de argint.

## Participări
Lista de mai jos prezintă principalele competiții la care a participat Tapio Nurmela de-a lungul carierei.
- Nordic combined at the 1998 Winter Olympics – team[*]